# بیتر اسپرینگ (آریزونا)
بیتر اسپرینگ (به انگلیسی: Bitter Springs) یک منطقهٔ مسکونی در ایالات متحده آمریکا است که در شهرستان کاکانینو، آریزونا واقع شده‌است. بیتر اسپرینگ ۲۰٫۷۸ کیلومتر مربع مساحت و ۵٬۵۷۵ نفر جمعیت دارد و ۱٬۵۵۹ متر بالاتر از سطح دریا واقع شده‌است.